# Fondsenblad
Fondsenblad was een Belgische katholieke Nederlandstalige krant.

## Historiek
De krant verscheen voor het eerst op 12 februari 1871 en was de opvolger van de Nieuwe Beurzen-Courant. Hoofdredacteur was in deze periode Frans de Potter. Het Fondsenblad positioneerde zich als Vlaamsgezind en katholiek dagblad en speelde een belangrijke rol in het ontstaan van het Davidsfonds. In 1881 werd Frans de Potter als hoofdredacteur opgevolgd door Jan Boucherij. De laatste editie verscheen in 1914.

## Bekende (ex-)medewerkers
- Jan Boucherij
- August Bultynck[1]

- Frans de Potter
- Hendrik De Zeine

- Karel Lybaert[2]